# Freekscape: Escape From Hell
Freekscape: Escape From Hell (укр. Фрікскейп: Втеча з пекла) — платформна відеогра 2010 року в жанрі головоломки, розроблені бразильською компанією Kidguru Studios і опублікована Creat Studios для Sony PlayStation Portable 8 квітня 2010 року. При створенні гри використовувався рушій Vicious Engine.

## Ігровий процес
Гра передбачає керування демоном, на ім'я Фрік, який намагається вибратися з пекла. Гравець повинен розв'язувати головоломки, щоб мати змогу пройти кожен рівень.

## Огляди
У своєму огляді IGN оцінив гру на 7,5 балів.